# Иосиф Август Австрийский
Эрцгерцог Иосиф Август (нем. Erzherzog Joseph August Viktor Klemens Maria von Österreich; венг. József Ágost Viktor Kelemen Mária; 9 августа 1872, поместье Альчут, Венгрия — 6 июля 1962, Райн, Бавария) — последний австрийский фельдмаршал, последний палатин Венгерского Королевства (1905—1918), регент Венгрии в 1918 и 1919 годах.

## Биография
Эрцгерцог Иосиф Август был старшим сыном эрцгерцога Иосифа Карла (1833—1905) и эрцгерцогини Клотильды, урождённой принцессы Саксен-Кобург-Готской (1846—1927). Принадлежал к так называемой «венгерской» ветви династии, был внуком венгерского палатина Иосифа и племянником последнего палатина Стефана Франца. Приходился троюродным братом императору Францу Иосифу I и фельдмаршалу эрцгерцогу Фридриху.
Поступил службу 26 апреля 1890 года лейтенантом 1-го пехотного полка. В 1893 году переведен в 72-й пехотный полк. В 1894 переведен в 6-й драгунский. В 1902 году по собственному желанию перешёл в 1-й гонведный гусарский полк (с июля 1904 назначен его командиром). Командуя 31-й пехотной дивизией, он одновременно изучал право в Будапештском университете.
Во время Первой мировой войны под началом Иосифа Августа находился 7-й корпус, воевавший в Галиции. После вступления в войну Италии в 1915 году — на итальянском фронте. В 1916 году принял участие в операциях против румынских войск в Трансильвании. 15 января 1918 года был назначен командующим 6-й армией на итальянском фронте, 15 июля 1918 года — командующим группой армий «Эргцерцог Иосиф Август». 
27 октября 1918 года, когда при распаде Австро-Венгрии парламент Венгрии разорвал унию с Австрией и провозгласил независимость страны, император Карл I назначил Иосифа Августа регентом Венгрии, однако уже 31 октября в ходе революции астр он был отстранен от этого поста и уехал в своё поместье Альчут .
7 августа 1919 года после падения Венгерской советской республики Иосиф Август в качестве высшего руководителя армии и правительства Венгрии назначил премьер-министром И. Фридриха, а главнокомандующим армией — контр-адмирала М. Хорти. 23 августа 1919 года Иосиф Август сложил с себя обязанности главы венгерских вооруженных сил. 
Больше политикой эрцгерцог не занимался. Он жил преимущественно в Будапеште и своем имении Альчут. В 1936—1944 годах занимал пост президента Венгерской академии наук. В конце 1944 года, когда советские войска заняли Венгрию, эрцгерцог Иосиф Август переехал в США.
Позднее вернулся в Германию и проживал у своей сестры княгини Маргариты Турн-и-Таксис (1870—1955) в Регенсбурге.
В 1957—1962 годах возглавлял венгерский рыцарский Орден Витязя. Именем эрцгерцога назван принадлежавший ему бриллиант весом 76 каратов, который в 2012 г. был продан с аукциона за рекордную в перерасчете на карат для бесцветных бриллиантов сумму в $21,5 млн. Скончался эрцгерцог Иосиф Август 6 июля 1962 года в Баварии.

## Брак и дети
15 ноября 1893 в Мюнхене эрцгерцог Иосиф Август женился на принцессе Августе Марии Луизе (1875—1964), дочери Леопольда Баварского (1846—1930) и его жены австрийской эрцгерцогини Гизелы (1856—1932). По материнской линии Августа была внучкой императора Франца Иосифа I и императрицы Елизаветы. В браке родилось шесть детей:
- Эрцгерцог Иосиф Франц (1895—1957), был женат на Анне Саксонской, 8 детей.
- Эрцгерцогиня Гизела Августа (1897—1901) — умерла в детском возрасте.
- Эрцгерцогиня София Клементина (1899—1978) — в 1917 году стала Дамой ордена Звёздного креста, замужем не была, детей не оставила.
- Эрцгерцог Ладислас Луитпольд (1901—1946),  женат не был, детей не оставил, умер в психиатрической больнице в Будапеште.
- Эрцгерцог Маттиас Иосиф (1904—1905) — умер во младенчестве.
- Эрцгерцогиня Магдалена Мария (1909—2000) — в 1944 году вместе с родителями уехала из Венгрии и всю оставшуюся жизнь прожила в Баварии, занималась живописью, замужем не была, детей не оставила.

## Литературная деятельность
Иосиф Август написал несколько книг и ряд научных статей. В том числе мемуары о Первой мировой войне — «Мировая война, какой я её видел», вышедшие в 1933 году.

## Некоторые награды
- Орден Золотого руна
- Орден Марии Терезии
- Орден Чёрного орла
- Pour le Mérite (1917)
- золотая Медаль военных заслуг с мечами (1917)
- дубовые ветви к ордену Pour le Merite (1917)
- Орден Витязя